# Rapovce
Rapovce este o comună slovacă, aflată în districtul Lučenec din regiunea Banská Bystrica, pe malul râului Ipeľ⁠(d). Localitatea se află la altitudinea de 174 m deasupra n.m., se întinde pe o suprafață de 8,87 km2 și în 2017 număra 950 de locuitori.

## Istoric
Localitatea Rapovce este atestată documentar din 1312.

## Demografie
| An:                | 1994 | 2004    | 2014   | 2024   |
| ------------------ | ---- | ------- | ------ | ------ |
| Număr de persoane: | 858  | 950     | 951    | 921    |
| Diferență:         |      | +10,72% | +0,10% | −3,15% |

| An:                | 2023 | 2024   |
| ------------------ | ---- | ------ |
| Număr de persoane: | 921  | 921    |
| Diferență:         |      | −1,42% |